# José Safont Casarramona
José Safont Casarramona (Vic, fines del siglo XVIII - Madrid, 24 de febrero de 1841) fue un banquero, empresario, terrateniente, comerciante y financiero español, padre a su vez de los también empresarios, financieros, terratenientes y banqueros José Safont Lluch, Jaime Safont Lluch y Miguel Safont Lluch.

## Biografía
Hijo de trajineros por parte paterna y de tintoreros por la materna, José Safont se dedicó al comercio de alimentos y algodón en Vich, Mataró, Olot y Barcelona logrando importantes contratos ("asientos") del ejército durante la Guerra de la Independencia gracias a sus contactos entre los liberales. También empezó a acumular un creciente patrimonio inmobiliario rústico y urbano que se disparó sobre todo a partir de la Desamortización de Mendizábal (1836), pues fue uno de los financieros que Mendizábal protegió con su amistad después de haber sido él mismo protegido por él en su carrera política a través del periódico El Patriota, que sufragaba. Empleó como agente a José Moret desde 1807 y él mismo trabajó como agente para José Moragas y Compañía, arrendatarios generales de las rentas del excusado en Cataluña (1804-1808) y del noveno (1805-1808). Luego logró arrendar el diezmo en Gerona y Vich a través de apoderados en dichas ciudades.
En 1814, concluida la Guerra de la Independencia, tuvo que trasladarse a Barcelona para ampliar sus negocios y se asoció con Francisco Fontanellas. Logró renovar el contrato de suministro de paz y cebada al ejército en 1815 y en 1817 fue uno de los fundadores de la sociedad Riera, Casals y Compañía que arrendó la Hacienda, noveno y excusado, procediendo después a subarrendar toda Cataluña. La sociedad se disolvió en 1828 y algunos miembros se trasladaron a vivir en Madrid; en 1830 se fue él mismo. 
Allí, asociado a veces con José Casals Remisa, emprendió negocios y al final de su vida se introdujo en el ramo de la minería. Fue uno de los principales prestamistas a los que acudió la siempre hemorrágica Hacienda Pública del estado liberal, y gracias a los alivios que brindó al déficit crónico del estado (y también a sus amistades liberales) consiguió participar además en los negocios del diezmo y el papel sellado: un empréstito realizado al gobierno le reportó en 1836 un beneficio de 10 millones de reales, nada menos. Casado con María Rosa Lluch, tuvo de ella cuatro hijos y dos hijas, de los que sobrevivieron una mujer y cuatro varones, Esperanza, Miguel, Manuel, Jaime y José. Estos tres últimos, muy unidos a su padre, especialmente José Safont Lluch (Vich, 1803 - Madrid, 1861), continuaron los negocios familiares.